# Інститут вивчення та усунення єврейського впливу на німецьке церковне життя

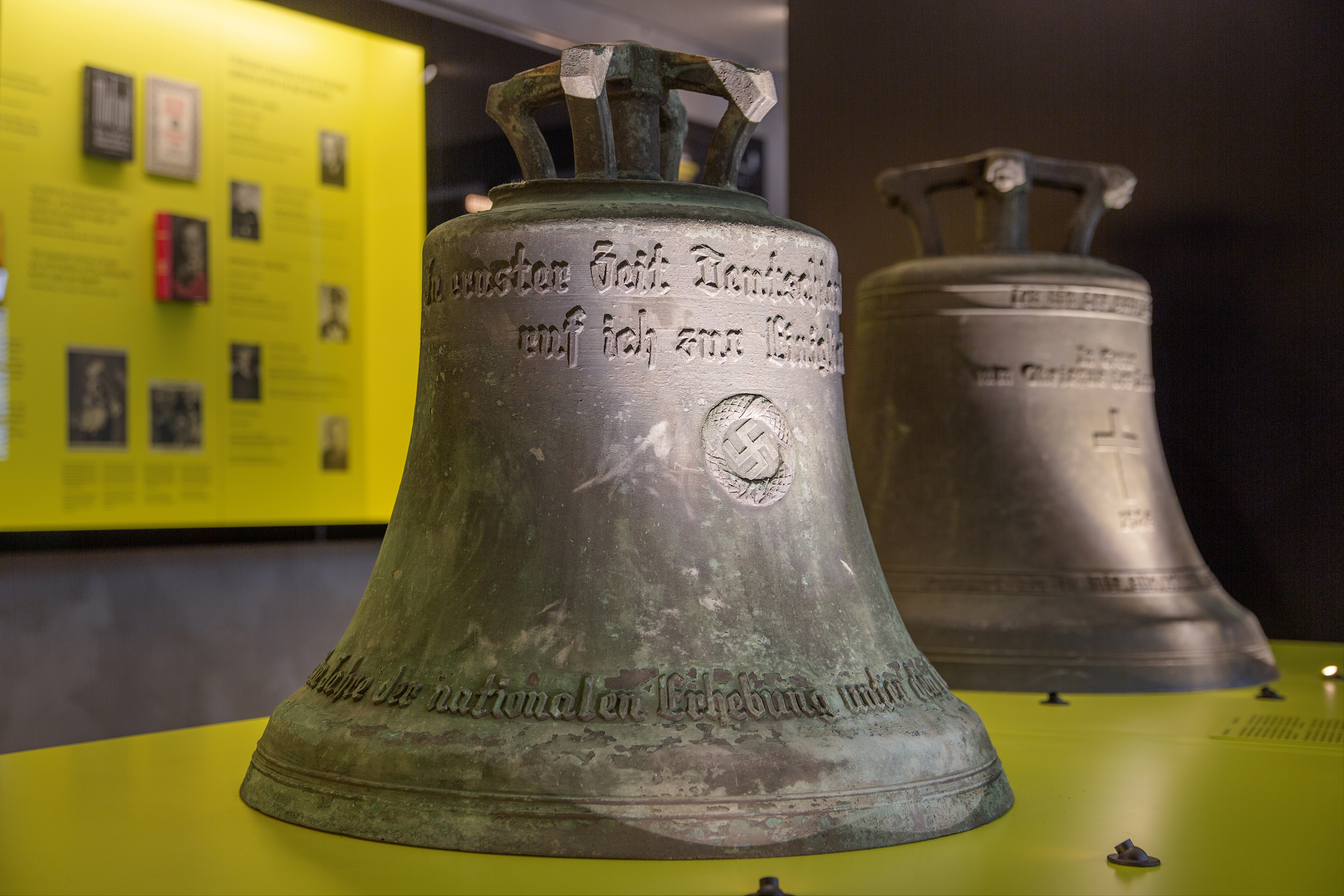
Два «нацистських дзвони» з церков Тюрінгії представлені на спеціальній виставці «Вивчення та викорінення. Церковний „Інститут деюдаїзації“, 1939—1945 рр.».

Інститут вивчення та усунення єврейського впливу на німецьке церковне життя (нім. Institut zur Erforschung und Beseitigung des jüdischen Einflusses auf das deutsche kirchliche Leben) — міжцерковна установа одинадцяти німецьких протестантських церков у нацистській Німеччині, заснована за ініціативою Німецького християнського руху.
Інститут був заснований у м. Айзенах під керівництвом Зігфріда Леффлера та Вальтера Грундманна. Георг Бертрам, професор Нового Завіту в Університеті Гіссена, який очолював Інститут з 1943 року до його розпуску в травні 1945 року, окреслив його цілі в березні 1944 року: «Ця війна — це війна євреїв проти Європи». У цьому реченні міститься істина, яка знову і знову підтверджується дослідженнями Інституту. Ця дослідницька робота спрямована не лише на фронтальну атаку, а й на зміцнення внутрішнього фронту для нападу та захисту від усього прихованого єврейства та єврейської сутності, які просочувалися в Західну культуру протягом століть… Таким чином, Інститут, окрім вивчення та усунення єврейського впливу, також має позитивне завдання розуміння власного християнського німецького буття та організації благочестивого німецького життя, заснованого на цьому знанні" .
Інститут створив Біблію без Старого Заповіту та переробив Новий Завіт, видаливши генеалогію Ісуса, яка показувала його походження від Давида. Він видалив звідти єврейські імена та місця, цитати зі Старого Завіту (якщо вони не показували євреїв у поганому світлі) і будь-які згадки про сповнені старозавітні пророцтва. Він перетворив Ісуса на мілітаристську, героїчну фігуру, яка бореться з євреями, використовуючи нацистську мову.
У 1942 році Інститут випустив книгу гімнів «Великий Боже, ми хвалимо тебе» (Grosser Gott wir loben Dich), у якій також було видалено будь-які посилання на Сіон, Єгову, Єрусалим, Храм і Псалми. Слова були суттєво переписані, у текстах було представлено багатьох авторів 19-го та 20-го століть, твори яких раніше не використовувалися в релігійних збірках. Ця збірка була приблизно вдвічі меншою за попередні збірники гімнів.
З 2019 до 2022 р. «Будинок Лютера» у м. Айзенах демонстрував спеціальну виставку «Дослідження та викорінення». Церковний «Інститут деюдаїзації», 1939—1945 рр., який вивчає історичні засади, заснування, роботу та вплив інституту.

## Церкви-засновники Інституту
Євангелічна церква в Центральній Німеччині, Євангелістсько-лютеранська церква в Північній Німеччині, Євангелістсько-лютеранська регіональна церква Саксонії, Євангельська регіональна церква Ангальта, Євангельсько-лютеранська церква в Гессені та Нассау, Євангелістсько-лютеранська церква в Ольденбурзі, Євангелічна церква Пфальцу (протестантська регіональна церква), Євангельська церква Аугсбурзького віросповідання в Австрії та Гельветських віросповідань в Австрії. Союз євангельських церков складався з окремих церков-членів.